# Ulanica
Ulanica – wieś w Polsce położona w województwie podkarpackim, w powiecie rzeszowskim, w gminie Dynów.
Wieś położona jest na północny zachód od Dynowa, nad potokiem Ulenka, lewym dopływie Sanu.
W latach 1975–1998 miejscowość administracyjnie należała do województwa przemyskiego.

## Części wsi
| SIMC    | Nazwa       | Rodzaj    |
| ------- | ----------- | --------- |
| 0602058 | Bania       | część wsi |
| 0602064 | Benedykówka | część wsi |
| 0602070 | Buda        | część wsi |
| 0602087 | Dydkówka    | część wsi |
| 0602093 | Jendykówka  | część wsi |
| 0602101 | Lisówka     | część wsi |
| 0602118 | Majchrówka  | część wsi |
| 0602124 | Marszałki   | część wsi |
| 0602130 | Mędusiówka  | część wsi |
| 0602147 | Polana      | część wsi |
| 0602153 | Potok       | część wsi |
| 0602160 | Wólka       | część wsi |

## Historia
Po raz pierwszy w dokumentach pojawia się nazwa Ulanica w 1436 roku, kiedy to stała się własnością Małgorzaty, córki Piotra Kmity. Lokowana była na prawie niemieckim. Od tego czasu zawsze należała do właścicieli Dynowa. W końcu XIX wieku wieś posiadała szkołę ludową. Było w niej 129 domostw i mieszkało tu 776 osób, w tym 754 Polaków i 22 Rusinów.
W 1908 roku we wsi działała już biblioteka i czytelnia. W 1913 roku Ulanica należała do parafii w Dynowie. W okresie międzywojennym aktywne było tu Stronnictwo Ludowe, które podobnie jak w Harcie i Bachórzu, liczyło ponad 100 członków. Brali oni udział w ogólnopolskim strajku chłopskim w 1937 roku za co byli po jego zakończeniu szykanowani. Na początku XX wieku istniała w Ulanicy Drużyna Bartoszowa - paramilitarna organizacja o charakterze niepodległościowym. W czasie II wojny światowej miejscowy pluton Armii Krajowej liczył 28 żołnierzy. Po wojnie nastąpił wyraźny rozwój wsi. Powstało wiele nowych domów, ochotnicza straż pożarna, własna parafia, szkoła. Funkcjonuje zakład drzewny.